# Hide and Creep
Hide and Creep (Original: Hide and Creep) ist ein US-amerikanischer Low-Budget-Horrorfilm aus dem Jahr 2004, der unter der Regie von Chuck Hartsell und Chance Shirley eigens für den Videovertrieb entstand.

## Handlung
In der verschlafenen Kleinstadt Thorsby im US-Bundesstaat Alabama erheben sich die Toten aus ihren Gräbern und terrorisieren als wandelnde blutgierige Zombies die Gegend. Trotz der tödlichen Gefahr reagieren die meisten Bewohner zunächst gleichgültig, glauben an irgendwelche Verschwörungen, an Aliens oder Einbrecher. Nachdem erste Übergriffe der lebenden Leichen gemeldet werden, aber der örtliche Sheriff sowie sein Stellvertreter verreist sind, wendet sich Barbara, die alleingelassene Sekretärin der Polizeidienststelle, hilfesuchend an ihren Ex-Freund und ehemaligen Polizisten Chris, der auch umgehend erscheint.
Unterdessen gelingt es Mitgliedern des „Waffenclubs von Thorsby“ um Ex-Soldat Keith, einige der Zombies in den umliegenden Wäldern zu liquidieren. Anschließend beschließt man in die „schutzlose“ Stadt zu fahren, um sich der anwesenden Kreaturen anzunehmen. Auf ihrer Jagd wird die Gruppe schnell von einer immer größer werdenden Zahl Untoter dezimiert, bis lediglich Keith übrigbleibt, der herausfindet, dass sich die Zombies aus schier unbekannten Gründen vor der Dunkelheit fürchten. Bald übernehmen die Zombies die Gewalt in den Straßen und die zumeist einfältigen Bewohner werden zu Opfern, die sich vereinzelt gegenseitig erledigen.
Chris macht sich derweil gemeinsam mit Barbara auf die Suche nach einem fahrtüchtigen Auto, um mit Videothekenbesitzer Chuck, der fortan allein in der Polizeistelle verharrt und sich diversen Übergriffen erwehren muss, die Stadt zu verlassen. Hilfesuchend wendet sich das Paar um Barbara an ihren Bruder Keith, der zum Ende des Films versucht sie, seine zwei wehrhaften Töchter, Chris und die aus heiterem Himmel auftauchende Gail außer Stadt zu bringen. Unterwegs wird er von seiner jüngeren Tochter gebissen. Die Fahrt endet für die Gruppe abrupt. Was genau passiert bleibt der Film schuldig.
In den letzten Einstellungen hört man eine Stimme im Radio die besagt, dass Thorsby auf Anweisung eines Generals umstellt und eingeschlossen sei. Weitere Maßnahmen, so die Stimme weiter, seien aufgrund der gefährlichen Lage jedoch nicht zu erwarten. Zeitgleich sieht man den blutüberströmten Chuck, der sich in einem Haus verbarrikadiert, das von Ungetümen belagert wird.

## Kritiken
„Versuch einer Zombie-Komödie, der im Versuchsstadium stecken bleibt und allenfalls mediokre Unterhaltung bietet.“